# Ксеньевское городское поселение
Городско́е поселе́ние «Ксеньевское» — упразднённое муниципальное образование в Могочинском районе Забайкальского края Российской Федерации.
Административный центр — пгт Ксеньевка.

## История
Статус и границы городского поселения установлены Законом Читинской области от 19 мая 2004 года «Об установлении границ, наименований вновь образованных муниципальных образований и наделении их статусом сельского, городского поселения в Читинской области».
В июне 2023 года все муниципальные образования района объединены в один Могочинский муниципальный округ.

## Население
| 2009  | 2010  | 2011  | 2012  | 2013  | 2014  | 2015  |
| ----- | ----- | ----- | ----- | ----- | ----- | ----- |
| 3161  | ↗3423 | ↘3411 | ↘3343 | ↘3271 | ↘3219 | ↘3177 |
| 2016  | 2017  | 2018  | 2019  | 2020  | 2021  |       |
| ↘3126 | ↘3077 | ↘3013 | ↘2960 | ↘2884 | ↘2656 |       |

## Состав городского поселения
| № | Населённый пункт | Тип населённого пункта          | Население |
| - | ---------------- | ------------------------------- | --------- |
| 1 | Горький          | посёлок                         | →0        |
| 2 | Итака            | пгт                             | ↘183      |
| 3 | Кендагиры        | посёлок железнодорожной станции | ↘36       |
| 4 | Кислый Ключ      | посёлок железнодорожной станции | ↘27       |
| 5 | Ксеньевка        | пгт, административный центр     | ↘2431     |